# Bruchinae
Sous-famille
Les Bruchinae sont une sous-famille d'insectes coléoptères dont on trouve des membres sur tous les continents (hormis l’Antarctique) et en particulier dans les régions chaudes du globe, où l’on observe la plus grande diversité spécifique. 
Avec plus de 60 genres et 1 700 espèces décrites à ce jour (Southgate, 1979 ; Johnson, 1994), les bruches ne représentent qu’une minorité des 135 000 espèces de coléoptères phytophages (Lawrence, 1982). 
Néanmoins, en raison de leur écologie particulière et de nombreuses synapomorphies, ils ont longtemps occupé une place à part au sein de la super-famille des Chrysomeloidea, et ont donc été considérés comme une famille à part entière (au même titre que les Cerambycidae et les Chrysomelidae) par de nombreux auteurs.

## Taxonomie - Systématique
Jusqu’au milieu du XIXe siècle les bruches sont incluses dans la famille des Curculionidae en raison de la segmentation homologue de leurs tarses (quatre segments apparents) et du profil allongé de leur tête (Borowiec, 1987). Il faut attendre les travaux de Massimiliano Spinola (1780-1857) en 1843, pour voir leur regroupement dans une famille distincte, la famille des Bruchidae (considérée non valide actuellement). Par la suite, en 1845, Théodore Lacordaire (1801-1870) rattache cette famille à l’ensemble des Phytophaga Chrysomeloidea, et ce rattachement sera confirmé ultérieurement par John Lawrence LeConte (1825-1883) & George Henry Horn (1840-1897) (1883). 
Le statut de famille des Bruchidae n’est que rarement remis en question durant un siècle et demi (mais voir : Böving & Craighead 1931 ; Crowson 1953) et il faut attendre les travaux de Jasbir Singh Mann & Roy Crowson (1914-1999) en 1981 pour voir une remise en cause de leur rang taxonomique. Cette question fit récemment l’objet de nombreux débats (Kingsolver, 1995 ; Reid, 1996; Verma & ii, 1996; Lingafelter & Pakaluk, 1997; Schmitt, 1998) qui semblent déboucher actuellement[Quand ?] sur un consensus croissant dans lequel les bruches sont considérées comme formant la sous-famille des Bruchinae, au sein de la famille des Chrysomelidae. 
Les 64 genres de Bruchinae connus (Kergoat 2004) se répartissent dans six tribus : 
- Amblycerini - Bridwell 1932 (3 genres)
  - Zabrotes, Horn 1885
- Bruchini - Latreille 1802 (46 genres)
  - Acanthoscelides, Schilsky 1905
  - Algarobius, Bridwell 1946
  - Bruchidius, Schilsky 1905
  - Bruchus, Linnaeus 1767
  - Callosobruchus, Pic 1902
  - Lithraeus, Bridwell 1952
  - Megacerus, Fahraeus 1839
  - Mimosestes, Bridwell 1946
  - Stator, Bridwell 1946
- Eubaptini - Bridwell 1932 (1 genre)
  - Eubaptus, Lacordaire 1845
- Kytorhinini - Bridwell 1932 (1 genre)
  - Kytorhinus, Fischer von Waldheim 1809
- Pachymerini - Bridwell 1929 (12 genres)
  - Caryedon, Schoenherr 1823
- Rhaebini - Chapuis 1874 (1 genre)
  - Rhaebus, Fischer von Waldheim 1824

## Morphologie
Les bruches sont des coléoptères de petite taille (4 mm en moyenne, mais certaines espèces peuvent atteindre 25 mm), au corps généralement trapu et de couleurs ternes (à dominante brunâtre). À l’instar des autres coléoptères Chrysomeloidea, seuls les trois premiers articles et le dernier article des tarses (les tarsomères) sont apparents. Ils se différencient des autres Chrysomeloidea par leur tête allongée en museau, et bien dégagée du prothorax, ainsi que par la contiguïté des procoxas (Daly et al., 1998). 

En vue dorsale, la tête qui est opisthognathe (sauf chez la tribu des Rhaebini) est cachée par la partie dorsale du prothorax, le pronotum. Les deux élytres recouvrent le ptérothorax, à l’exception d’un petit écusson de forme rectangulaire ou triangulaire, le scutellum. Les élytres recouvrent également tous les tergites abdominaux à l’exception du dernier, le pygidium. 
Un dimorphisme sexuel plus ou moins marqué existe chez certaines espèces. Il correspond en général à des variations dans la taille et la forme des antennes (qui sont plus dentées, voire en forme de peigne chez les mâles), et celles des yeux (plus globuleux et convexes chez les mâles). Dans certains genres, des différences sont également visibles au niveau des pattes (tibias des pattes 2 des mâles du genre Bruchus) et au niveau du pygidium (présence de fossettes dépourvues de soies chez les femelles).

## Biologie
Les bruches sont surtout connues par leur appellation anglo-saxonne de "seed-beetles". En effet, les larves de ces insectes sont séminivores et se développent en général au sein d’une seule et même graine (Johnson, 1981; Delobel & Tran, 1993). 
La plupart des espèces de Bruchinae ont un cycle de vie similaire. Les femelles déposent généralement leurs œufs directement sur les gousses ou les graines. La larve néonate qui émerge de l’œuf se distingue alors des autres stades larvaires par des structures particulières qui l’aident à sortir de l’œuf (eg., Johnson, 1981; Delobel & Tran, 1993 ; Daly et al., 1998). Elle est en outre très mobile, et elle peut percer des téguments très épais et durs de façon à pénétrer dans les graines. Peu de temps après être entrée dans la graine, la larve du premier stade (L1) mue. Les stades larvaires suivants sont apodes et se développent dans la graine. Néanmoins, chez certaines espèces associées à des graines de très petite taille, les larves restent mobiles et peuvent consommer plusieurs graines. La situation inverse existe et parfois plusieurs larves de la même espèce peuvent se développer dans une même graine : De Luca (1967) trouve ainsi jusqu’à 36 larves d’Acanthoscelides obtectus dans une seule graine de haricot. En général, le dernier stade larvaire se nymphose à l’intérieur de la graine consommée (après avoir préparé un orifice de sortie), mais certaines espèces (du genre Caryedon par exemple) tissent un cocon, et se nymphosent à l’extérieur de la graine (Delobel & Tran, 1993). Chez d’autres espèces, la larve du dernier stade se fabrique un abri en agglomérant plusieurs graines autour d’elle (Johnson, 1981). Après son émergence, l’imago est en mesure d’amorcer un nouveau cycle de vie. Il peut alors y avoir des différences notables dans le mode de vie des adultes selon les espèces considérées. En général, les adultes se nourrissent peu et ne consomment qu’un peu de pollen et de nectar (Johnson, 1981). Cette consommation de pollen a néanmoins un rôle essentiel chez certaines espèces, car elle permet la maturation des organes reproducteurs mâles et femelles (Huignard et al., 1990). Chez plusieurs espèces du genre Bruchus, la maturation des gamètes femelles est en outre conditionnée par la nature du pollen (Huignard et al., 1990).

## Importance économique

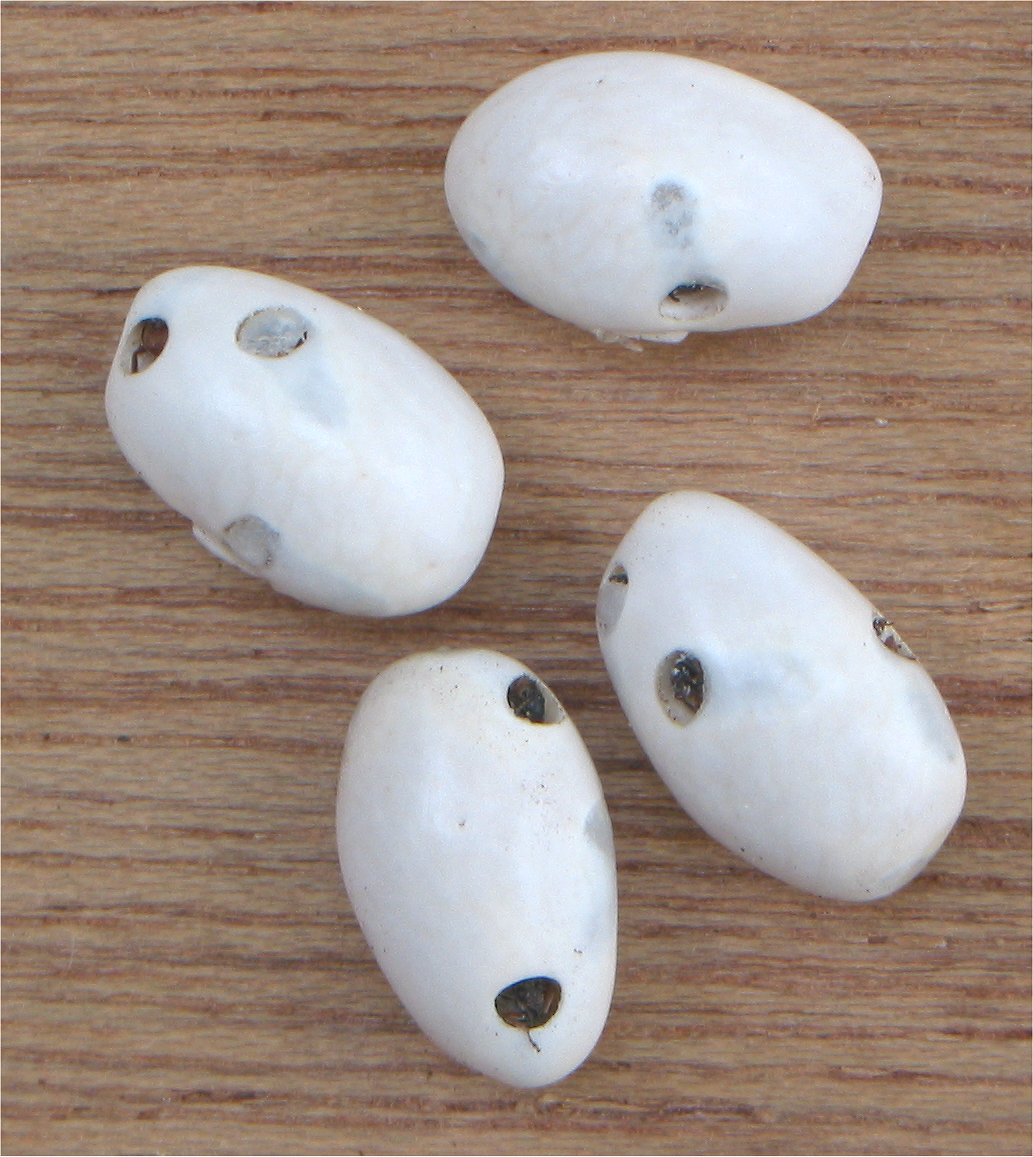
Dommages causés par la bruche du haricot (Acanthoscelides obtectus (Say, 1831)).

Un grand nombre de bruches (appartenant principalement aux genres Acanthoscelides, Bruchidius, Bruchus, Callosobruchus, Caryedon et Zabrotes) sont économiquement nuisibles car elles s’attaquent à des légumineuses (ou Fabaceae) cultivées par l’homme, comme l’arachide, le haricot, ou le petit pois (Johnson, 1981). Elles peuvent causer des dégâts au champ, mais elles sont surtout nuisibles dans les stocks de graines (Borowiec, 1987 ; Delobel & Tran, 1993). Plusieurs espèces polyvoltines (par exemple Callosobruchus maculatus) sont ainsi capables de se multiplier dans des greniers à grains tout au long de l’année (Delobel & Tran, 1993). De nombreuses espèces de ravageurs ont également une large aire de répartition (plusieurs espèces sont devenues cosmopolites), à la suite d'introductions involontaires liées au transport des graines qu’elles infestent.

## Source
- Kergoat, G.J. 2004. Le genre Bruchidius (Coleoptera, Bruchidae): un modèle pour l’étude des relations évolutives entre les insectes et les plantes. Thèse de Doctorat de l’Université Paris VI. 192 pp.